# Koninklijk Tilburgs Mannenkoor Sint Caecilia
Het Koninklijk Tilburgs Mannenkoor Sint Caecilia is een mannenkoor te Tilburg.
Het werd in 1877 als Liedertafel Sint Caecilia opgericht als onderafdeling van de Zouaven Broederschap Fidei et Virtuti. De eerste leden waren voormalige leden van de Pauselijke Zoeaven, Tilburgse vrijwilligers die aan de zijde van Paus Pius IX streden voor het behoud van de Kerkelijke Staat en tegen de Italiaanse eenwording.
In 1929 werd de naam veranderd in Tilburgs Mannenkoor Sint Caecilia. Bij het 75-jarig bestaan in 1952 verleende koningin Juliana het koor het predicaat "Koninklijk". 
Sint Caecilia gaf in de loop der tijd vele concerten in Nederland, België, Luxemburg, Frankrijk en Duitsland. In 1992 bracht het koor de CD Tussen Meierij en Baronie uit. Tegenwoordig (2015) telt Sint Caecilia zo’n negentig leden. Onder leiding van dirigent Anton Kropivšek brengt het koor een breed repertoire, waaronder opera, operette, musical en filmmuziek.